# Australasian Championships 1910 - Doppio maschile
Ashley Campbell e Horace Rice hanno battuto in finale Rodney Heath e James O'Dea per 6–3, 6–3, 6–2.

## Tabellone

### Legenda
| - Q = Qualificato - WC = Wild card - LL = Lucky loser | - ALT = Alternate - SE = Special Exempt - PR = Protected Ranking | - w/o = Walkover - r = Ritirato - d = Squalificato |

|  | Quarti di finale            | Quarti di finale            | Quarti di finale            | Quarti di finale            | Quarti di finale | Quarti di finale | Quarti di finale |  |  | Semifinali                  | Semifinali                  | Semifinali                  | Semifinali                  | Semifinali               | Semifinali               | Semifinali |   |   | Finale                      | Finale                      | Finale                      | Finale                      | Finale | Finale | Finale |  |
|  |                             |                             |                             |                             |                  |                  |                  |  |  |                             |                             |                             |                             |                          |                          |            |   |   |                             |                             |                             |                             |        |        |        |  |
|  | Ashley Campbell Horace Rice | Ashley Campbell Horace Rice | Ashley Campbell Horace Rice | Ashley Campbell Horace Rice | 6                | 6                | 7                |  |  |                             |                             |                             |                             |                          |                          |            |   |   |                             |                             |                             |                             |        |        |        |  |
|  | F Barritt W Lang            | F Barritt W Lang            | F Barritt W Lang            | F Barritt W Lang            | 0                | 4                | 5                |  |  | Ashley Campbell Horace Rice | Ashley Campbell Horace Rice | Ashley Campbell Horace Rice | Ashley Campbell Horace Rice | 6                        | 6                        | 8          |   |   |                             |                             |                             |                             |        |        |        |  |
|  | V Rudder Geoff Thomas       | V Rudder Geoff Thomas       | V Rudder Geoff Thomas       | V Rudder Geoff Thomas       | 6                | 6                | 6                |  |  | V Rudder Geoff Thomas       | V Rudder Geoff Thomas       | V Rudder Geoff Thomas       | V Rudder Geoff Thomas       | 3                        | 2                        | 6          |   |   |                             |                             |                             |                             |        |        |        |  |
|  | R Bowen Roy Tay             | R Bowen Roy Tay             | R Bowen Roy Tay             | R Bowen Roy Tay             | 1                | 3                | 1                |  |  |                             |                             |                             |                             |                          |                          |            |   |   | Ashley Campbell Horace Rice | Ashley Campbell Horace Rice | Ashley Campbell Horace Rice | Ashley Campbell Horace Rice | 6      | 6      | 6      |  |
|  | H Hunt Harry Parker         | H Hunt Harry Parker         | H Hunt Harry Parker         | H Hunt Harry Parker         | 6                | 6                | 6                |  |  |                             |                             | Rodney Heath James O'Dea    | Rodney Heath James O'Dea    | Rodney Heath James O'Dea | Rodney Heath James O'Dea | 3          | 3 | 2 |                             |                             |                             |                             |        |        |        |  |
|  | D Robertson F Wyllie        | D Robertson F Wyllie        | D Robertson F Wyllie        | D Robertson F Wyllie        | 1                | 0                | 1                |  |  | H Hunt Harry Parker         | H Hunt Harry Parker         | 6                           | 4                           | 3                        | 6                        | 3          |   |   |                             |                             |                             |                             |        |        |        |  |
|  |                             |                             |                             |                             |                  |                  |                  |  |  | Rodney Heath James O'Dea    | Rodney Heath James O'Dea    | 3                           | 6                           | 6                        | 4                        | 6          |   |   |                             |                             |                             |                             |        |        |        |  |